# Empire Awards per la migliore scena
Gli Empire Awards per la scena dell'anno sono un riconoscimento cinematografico inglese, votato dai lettori della rivista Empire. Il premio viene consegnato annualmente dal 2003 al 2007.

## Vincitori e candidati
I vincitori sono indicati in grassetto.
- 2003
  - Il duello di Yoda - Star Wars: Episodio II - L'attacco dei cloni (Star Wars: Episode II - Attack of the Clones)
  - La scena iniziale - Austin Powers in Goldmember
  - La lotta con le spade - La morte può attendere (Die Another Day)
  - La riflessione di Gollum - Il Signore degli Anelli - Le due torri (The Lord of the Rings: The Two Towers)
  - I movimenti dello schermo azionato dal protagonista - Minority Report
- 2004
  - La cavalcata dei Rohirrim - Il Signore degli Anelli - Il ritorno del re (The Lord of the Rings: The Return of the King)
  - Il discorso della bandiera - Gangs of New York
  - Il massacro nella House of the Blue Leaves - Kill Bill: Volume 1
  - La battaglia iniziale - Master & Commander - Sfida ai confini del mare (Master and Commander: The Far Side of the World)
  - La scena del rhum - La maledizione della prima luna (Pirates of the Caribbean: The Curse of the Black Pearl)
- 2005
  - La sequenza del pallone - L'amore fatale (Enduring Love)
  - Il combattimento tra "la sposa" e "Elle" - Kill Bill: Volume 2
  - Le scene sugli zombie - L'alba dei morti dementi (Shaun of the Dead) 
  - La battaglia tra Spider-Man e Dr. Octopus sul treno - Spider-Man 2
  - La corsa di Mosca - The Bourne Supremacy
- 2006
  - La nascita di Fener - Star Wars: Episodio III - La vendetta dei Sith (Star Wars: Episode III - Revenge of the Sith)
  - Il salvataggio della macchina - Crash - Contatto fisico (Crash)
  - L'attacco dei mostri striscianti - The Descent - Discesa nelle tenebre (The Descent)
  - La lotta tra cani - Wallace & Gromit - La maledizione del coniglio mannaro (Wallace & Gromit: The Curse of the Were-Rabbit)
  - L'arrivo degli alieni - La guerra dei mondi (War of the Worlds)
- 2007
  - L'attacco al ponte - Mission: Impossible III
  - La zuffa di Borat con Azamat - Borat - Studio culturale sull'America a beneficio della gloriosa nazione del Kazakistan (Borat: Cultural Learnings of America for Make Benefit Glorious Nation of Kazakhstan)
  - La caccia al cibo - Brick - Dose mortale (Brick)
  - L'inseguimento in parkour - Casino Royale
  - L'attacco alla macchina - I figli degli uomini (Children of Men)
  - Frank e Mr. French interrogano Costigan - The Departed - Il bene e il male (The Departed)
  - La danza monotona di Olive - Little Miss Sunshine
  - Il combattimento con spade sulla ruota idraulica - Pirati dei Caraibi - La maledizione del forziere fantasma (Pirates of the Caribbean: Dead Man Chest)
  - La partenza dello Space Shuttle - Superman Returns
  - La resa dei conti tra The Phoenix e il Professor X - X-Men - Conflitto finale (X-Men: The Last Stand)